# Phommathat
Phommathat (sinh thế kỷ 15, mất 1429 tại Phaparn), danh xưng hoàng gia là Somdetch Brhat-Anya Chao Brahma-kumara Bhumadaraja, là vị vua thứ tư của Lan Xang. Ông ở ngôi 10 tháng từ năm 1428 đến năm 1429.
Phommathat là con trưởng của vua Lan Kham Deng và Công chúa Kaeva Buma Fa, kế vị vua cha năm 1428. Ông bị bà cô ruột của mình là Nang Keo Phimpha (Kaeva Kumari) chém đầu. Kế vị là vua Yukhon (Khamtum ?), con trai của Nang Keo Phimpha.
Ông có 1 con trai là Chao Fa (Hoàng tử) Kaya Bunabarna (Kay Buna Ban), nhưng cũng bị Nang Keo Phimpha sát hại năm 1428.